# Лоба, Кристьян
Кристьян Лоба (фр. Christian Lauba; род. 26 июля 1952, Сфакс, Тунис) — французский композитор и саксофонист.
Учился в консерватории Бордо у Мишеля Фюсте-Ламбеза, с 1993 г. преподаёт в ней же.
В творчестве Лоба — не в последнюю очередь благодаря постоянному содружеству с саксофонистом и педагогом Жаном Мари Лонде — значительное место занимают пьесы для саксофона и саксофонных ансамблей, вплоть до сочинения «Затерянный лес» (фр. La forêt perdue; 1983) для 12 саксофонов. Лоба также принадлежат оркестровые произведения, струнные квартеты и др.
В 2004—2007 гг. Лоба был художественным руководителем Национального оркестра Аквитании.